# Прошкин, Егор Вадимович
Его́р Вади́мович Про́шкин (род. 15 января 1999, Москва) — российский футболист, защитник клуба «Волгарь».

## Биография
Воспитанник «Мастер-Сатурн». Летом 2018 года пополнил состав подмосковных «Химок».
Выступал за фарм-клуб, не попадая в основной состав.
2 августа 2020 года подписал контракт с московским «Торпедо».
21 августа 2022 года сыграл дебютный матч в РПЛ против петербуржского «Зенита».
9 июня 2023 года покинул клуб после окончания контракта.

## Статистика выступлений
| Выступление      | Выступление       | Выступление      | Лига | Лига | Кубки | Кубки | Стыковые матчи | Стыковые матчи | Итого | Итого |
| Клуб             | Лига              | Сезон            | Игры | Голы | Игры  | Голы  | Игры           | Голы           | Игры  | Голы  |
| ---------------- | ----------------- | ---------------- | ---- | ---- | ----- | ----- | -------------- | -------------- | ----- | ----- |
| → Химки-М        | ПФЛ               | 2018/19          | 23   | 2    | —     | —     | —              | —              | 23    | 2     |
| → Химки-М        | ПФЛ               | 2019/20          | 15   | 3    | —     | —     | —              | —              | 15    | 3     |
| → Химки-М        | Итого             | Итого            | 38   | 5    | —     | —     | —              | —              | 38    | 5     |
| Торпедо (Москва) | ФНЛ               | 2020/21          | 18   | 1    | 1     | 0     | —              | —              | 19    | 1     |
| Торпедо (Москва) | Первый дивизион   | 2021/22          | 14   | 0    | 2     | 0     | —              | —              | 16    | 0     |
| Торпедо (Москва) | РПЛ               | 2022/23          | 12   | 0    | 2     | 0     | —              | —              | 14    | 0     |
| Торпедо (Москва) | Итого             | Итого            | 44   | 1    | 5     | 0     | —              | —              | 49    | 1     |
| Волгарь          | Первая лига       | 2023/24          | 16   | 1    | 2     | 0     | —              | —              | 18    | 1     |
| Волгарь          | Вторая лига («А») | 2024/25          | 18   | 0    | 0     | 0     | 2              | 0              | 20    | 0     |
| Волгарь          | Вторая лига («А») | 2025/26          | 3    | 0    | 0     | 0     | —              | —              | 3     | 0     |
| Волгарь          | Итого             | Итого            | 37   | 1    | 2     | 0     | 2              | 0              | 41    | 1     |
| Всего за карьеру | Всего за карьеру  | Всего за карьеру | 119  | 7    | 7     | 0     | 2              | 0              | 128   | 7     |

## Достижения
«Химки»
- Серебряный призёр ФНЛ: 2019/20
- Финалист Кубка России: 2019/20

«Торпедо» (Москва)
- Победитель Первого дивизиона: 2021/22
- Итого : 1 трофей